# Eriborus spinipes
Eriborus spinipes là một loài tò vò trong họ Ichneumonidae.